# Vietmachus bambusicola
Vietmachus bambusicola är en stekelart som beskrevs av Sugonjaev 1995. Vietmachus bambusicola ingår i släktet Vietmachus och familjen sköldlussteklar.
Artens utbredningsområde är Vietnam. Inga underarter finns listade i Catalogue of Life.